# 段智思
段思智（?—?），是11世纪大理国皇室，太祖段思平的曾孙。太祖之子文经帝段思英的叔叔文成帝段思良篡夺了段思英的皇位。之后，大理皇帝就是段思良的后代。段思良一系传8个皇帝，到天明帝段素兴荒淫无道。北宋庆历四年（1044年），国人废黜段素兴，拥立段思智的儿子段思廉为皇帝，即兴宗孝德帝。之后12个大理皇帝，又回到了太祖一系，都是段思智的子孙。